# Santa Maria Mediatrice alla Borgata Gordiani
Santa Maria Mediatrice alla Borgata Gordiani , conhecida também como Santa Maria Mediatrice al Prenestino, é uma igreja de Roma localizada na Via Cori, 4, no pequeno bairro de Borgata Gordiani, entre a Via Casilina e a Via Prenestina, no quartiere Prenestino-Labicano. É dedicada a Nossa Senhora sob o título de Medianeira.

## História
Esta paróquia se originou como uma curadoria da paróquia mãe de Santi Marcellino e Pietro ad Duas Lauros, criada em 1956 e deixada ao encargo da Companhia de Maria ("Monfortianos"). Eles supervisionaram a construção do edifício com base num projeto de Carlo Stoppoini e também a criação da nova paróquia independente em 1960.
O clero da Diocese de Roma assumiu o comando em 1989, mas, em 1997, a paróquia foi entregue aos Missionários de São Carlos Borromeo ("Escalabrinianos"), que não ficaram ali por muito tempo por algum motivo: em 2003 a paróquia foi entregue à Sociedade de Cristo para Emigrantes da Polônia, que ficaram por apenas cinco anos. Desde 2008 ela está aos cuidados de um único padre diocesano.

## Exterior
A igreja propriamente dita fica numa viela a partir da rua, bastante escondida e praticamente anônima. Trata-se de um edifício simples de tijolos e concreto armado com uma nave central com três baias e corredores laterais. Ela termina num profundo presbitério de baia única com os corredores se estendendo para flanqueá-lo. Nestas extensões está um par de capelas laterais. O antigo convento está encostado na igreja do lado direito.
As paredes da nave tem três janelas de cada lado e o santuário não tem nenhuma. Os telhados são inclinados, sendo o do santuário mais baixo; os dos corredores tem apenas uma água.
A entrada única tem uma faixa de concreto passando por cima e que atravessa toda a fachada. As linhas do teto da nave central e dos corredores estão marcadas por vigas de concreto e os cantos da fachada da nave central tem pilares impostas azulejadas. Um dossel bastante inclinado e telhado ocupa a fachada central da nave, num nível dos topos dos telhados do corredor. Este dossel é suportado por um par de pilares de tijolos coroado por um par de canos de metal. À área coberta por ele se chega depois de um lance de quatro degraus nos três lados. Na fachada abaixo do dossel está uma janela central redonda com uma moldura branca.
O pequeno campanário é o elemento mais marcante da igreja. Ele está assentado sobre o teto plano do antigo convento e se apresenta na forma de um cilindro cinza dividido em dois por uma cornija central. O recinto dos sinos, bem alto, é aberto e fica sobre uma segunda cornija. Ele conta com quatro pilastras e é coroado por um topo cônico ligeiramente curvado.

## Interior
Os corredores não contam com arcadas e sim uma grossa viga de concreto suportada por dois pilares octogonais que se estreitam na direção da base. Eles são revestidos de mármore amarelo e, no lugar de capitéis, contam com cilindros estreitos de concreto no topo. As paredes são pintadas de rosa alaranjado, o teto é branco e as vigas da trabeação são cinza-claro. O teto é simples e segue a inclinação do telhado mais acima. O piso é um quadriculado de azulejos pretos e brancos.
As pequenas capelas nas extremidades dos corredores ao lado do altar são dedicadas a São José (esquerda) e ao Sagrado Coração (direita).
O presbitério não é separado por um arco triunfal e sim por uma abertura de duas águas que leva a ele. O ângulo é o mesmo do teto acima. As paredes laterais tem, cada uma, uma fileira de três portais idênticos que levam às capelas laterais. A parede no fundo apresenta uma representação bastante realista de um céu azul com nuvens cúmulo. Nele está pendurado um crucifixo e uma cerâmica representando "Nossa Senhora das Dores". Abaixo delas está o sacrário, um círculo dourado sendo adorado por um par de anjos que se ajoelham no alto de uma fileira de três bancos que substituíram o altar.
A frente do altar-mor está decorado com painéis de azulejos em cerâmica majólica representando vinhas, palmeiras e pavões com um motivo central de uma cruz. Este último replicado num painel no encosto do banco central.